# Ciudad Vieja (Guatemala)
Este artículo corresponde al municipio de Guatemala
Ciudad Vieja (por haber sido la ubicación de la ciudad de Santiago de los Caballeros de Guatemala) es un municipio en el departamento de Sacatepéquez en la República de Guatemala. Tiene una altitud de 1550 metros sobre el nivel del mar y se encuentra en el Valle de Almolonga, en las faldas del Volcán de Agua. El municipio tiene una extensión de 51 km².
Tras la destrucción de la ciudad en 1541, pasó a ser un poblado en las afueras de la ciudad de Santiago de los Caballeros; erróneamente se le ha atribuido a Ciudad Vieja el segundo establecimiento de la ciudad de Santiago de los Caballeros de Guatemala (el tercer asentamiento de la capital fue en el Valle de Panchoy, ya que el primero fue la Villa de Santiago de Guatemala en lo que actualmente es Tecpán Guatemala a un costado de Iximché). Sin embargo, el actual casco urbano del pueblo de Ciudad Vieja corresponde a suburbios dentro de una parte limítrofe del trazado original de la ciudad al asentarse en el Valle de Almolonga: trazado urbano original cuya vía principal o «Calle Real» se estima es la calle que comunica el actual casco urbano de Ciudad Vieja con el barrio de San Miguel Escobar (el cual forma parte del actual pueblo de Ciudad Vieja). Por lo tanto, se puede considerar que la «Ciudad Vieja de Santiago de los Caballeros de Guatemala» se asentó, trazó y construyó en 1527 entre lo que ahora es el casco urbano del pueblo de Ciudad Vieja y el barrio de San Miguel Escobar.
Después de la Independencia de Centroamérica en 1821, cuando el Estado de Guatemala estableció circuitos y distritos para la impartición de justicia por medio de juicios de jurados en 1825, el poblado de Ciudad Vieja fue incluido en el circuito de la Antigua en el Distrito N.º8 (Sacatepéquez).
Fue afectado severamente por el terremoto del 3 de septiembre de 1874.

## Toponimia
La moderna cabecera municipal del municipio recibió el nombre de «Ciudad Vieja» por haber sido el segundo asentamiento de la capital de Guatemala antes de que ocurriera el terremoto e inundación de 1541 y que obligaron a su traslado al Valle de Panchoy.

## Geografía física

### Clima
Ciudad Vieja tiene clima templado (Clasificación de Köppen: Csb).
| Parámetros climáticos promedio de Ciudad Vieja | Parámetros climáticos promedio de Ciudad Vieja | Parámetros climáticos promedio de Ciudad Vieja | Parámetros climáticos promedio de Ciudad Vieja | Parámetros climáticos promedio de Ciudad Vieja | Parámetros climáticos promedio de Ciudad Vieja | Parámetros climáticos promedio de Ciudad Vieja | Parámetros climáticos promedio de Ciudad Vieja | Parámetros climáticos promedio de Ciudad Vieja | Parámetros climáticos promedio de Ciudad Vieja | Parámetros climáticos promedio de Ciudad Vieja | Parámetros climáticos promedio de Ciudad Vieja | Parámetros climáticos promedio de Ciudad Vieja | Parámetros climáticos promedio de Ciudad Vieja |
| Mes                                            | Ene.                                           | Feb.                                           | Mar.                                           | Abr.                                           | May.                                           | Jun.                                           | Jul.                                           | Ago.                                           | Sep.                                           | Oct.                                           | Nov.                                           | Dic.                                           | Anual                                          |
| ---------------------------------------------- | ---------------------------------------------- | ---------------------------------------------- | ---------------------------------------------- | ---------------------------------------------- | ---------------------------------------------- | ---------------------------------------------- | ---------------------------------------------- | ---------------------------------------------- | ---------------------------------------------- | ---------------------------------------------- | ---------------------------------------------- | ---------------------------------------------- | ---------------------------------------------- |
| Temp. máx. media (°C)                          | 22.7                                           | 23.5                                           | 24.7                                           | 24.9                                           | 24.7                                           | 23.8                                           | 23.6                                           | 23.9                                           | 23.1                                           | 22.8                                           | 23.1                                           | 22.4                                           | 23.6                                           |
| Temp. media (°C)                               | 16.8                                           | 17.3                                           | 18.4                                           | 19.1                                           | 19.5                                           | 19.7                                           | 19.2                                           | 19.2                                           | 18.8                                           | 18.4                                           | 18.0                                           | 16.8                                           | 18.4                                           |
| Temp. mín. media (°C)                          | 10.8                                           | 11.1                                           | 11.9                                           | 13.3                                           | 14.3                                           | 15.3                                           | 14.6                                           | 14.3                                           | 14.4                                           | 13.9                                           | 12.7                                           | 11.3                                           | 13.2                                           |
| Precipitación total (mm)                       | 2                                              | 5                                              | 6                                              | 28                                             | 125                                            | 255                                            | 181                                            | 154                                            | 255                                            | 142                                            | 20                                             | 6                                              | 1179                                           |
| Fuente: Climate-Data.org                       |                                                |                                                |                                                |                                                |                                                |                                                |                                                |                                                |                                                |                                                |                                                |                                                |                                                |

### Ubicación geográfica
El moderno municipio de Ciudad Vieja está rodeado de municipalidades del departamento de Sacatepéquez:
- Norte: San Antonio Aguas Calientes y Antigua Guatemala
- Sur y suroeste: Alotenango
- Este y noreste: Antigua Guatemala
- Oeste: San Miguel Dueñas[9]

|                          | Norte: San Antonio Aguas Calientes y Antigua Guatemala | Nordeste: Antigua Guatemala |
| Oeste: San Miguel Dueñas |                                                        | Este: Antigua Guatemala     |
| Suroeste: Alotenango     | Sur: Alotenango                                        |                             |

## Gobierno municipal
Los municipios se encuentran regulados en diversas leyes de la República, que establecen su forma de organización, lo relativo a la conformación de sus órganos administrativos y los tributos destinados para los mismos.  Aunque se trata de entidades autónomas, se encuentran sujetas a la legislación nacional. Las principales leyes que rigen a los municipios en Guatemala desde 1985 son:
| N.º | Ley                                                | Descripción |
| --- | -------------------------------------------------- | --- |
| 1   | Constitución Política de la República de Guatemala | Tiene una regulación legal específica para los municipios en los artículos 253 al 262. |
| 2   | Ley Electoral y de Partidos Políticos              | Ley de carácter constitucional aplicable a los municipios en el tema de la conformación de sus autoridades electas. |
| 3   | Código Municipal                                   | Decreto 12-2002 del Congreso de la República de Guatemala. Tiene la categoría de ley ordinaria y contiene preceptos generales aplicables a todos los municipios, e inclusive contiene legislación referente a la creación de los municipios.             |
| 4   | Ley de Servicio Municipal                          | Decreto 1-87 del Congreso de la República de Guatemala. Regula las relaciones entra la municipalidad y los servidores públicos en materia laboral. Tiene su base constitucional en el artículo 262 de la constitución que ordena la emisión de la misma. |
| 5   | Ley General de Descentralización                   | Decreto 14-2002 del Congreso de la República de Guatemala. Regula el deber constitucional del Estado, y por ende del municipio, de promover y aplicar la descentralización y desconcentración económica y administrativa.                                |

El gobierno de los municipios de Guatemala está a cargo de un Concejo Municipal mientras que el código municipal —que tiene carácter de ley ordinaria y contiene disposiciones que se aplican a todos los municipios de Guatemala— establece que «el concejo municipal es el órgano colegiado superior de deliberación y de decisión de los asuntos municipales […] y tiene su sede en la circunscripción de la cabecera municipal». Por último, el artículo 33 del mencionado código establece que «[le] corresponde con exclusividad al concejo municipal el ejercicio del gobierno del municipio».
El concejo municipal se integra con el alcalde, los síndicos y concejales, electos directamente por sufragio universal y secreto para un período de cuatro años, pudiendo ser reelectos.
Existen también las Alcaldías Auxiliares, los Comités Comunitarios de Desarrollo (COCODE), el Comité Municipal del Desarrollo (COMUDE), las asociaciones culturales y las comisiones de trabajo. Los alcaldes auxiliares son elegidos por las comunidades de acuerdo a sus principios, valores, procedimientos y tradiciones, estos se reúnen con el alcalde municipal el primer domingo de cada mes. Los Comités Comunitarios de Desarrollo y el Consejo Municipal de Desarrollo tiene como función organizar y facilitar la participación de las comunidades priorizando necesidades y problemas.

## Historia

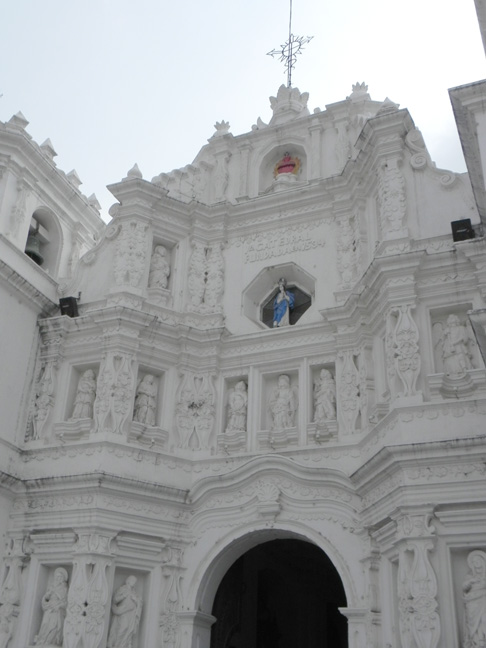
Fachada del templo católico de Ciudad Vieja.

De acuerdo al historiador Domingo Juarros, existe discrepancia en cuanto al lugar exacto en que estuvo la ciudad de Santiago de los Caballeros de Guatemala entre el 22 de noviembre de 1527 y el 22 de noviembre de 1542.  En su obra Compendio de la Historia de la ciudad de Guatemala de 1818 dice: «Más es de advertir, que los autores hablan con variedad en esta materia: pues cada uno refiere este hecho, según el sistema que sigue [...] Así los que dicen que los españoles se establecieron provisionalmente en Almolonga, por consiguiente aseguran que la ciudad se trazó en el sitio inmediato hacia el lado del Oriente, en el lugar que los [indígenas] llaman Tzacualpa, de suerte que la primera población hecha en Almolonga quedó como Barrios de la ciudad.  [Por otro lado, están quienes indican] que los españoles sentaron su campo en la misma Corte del Rey Sinacam, o Guatemala de los Indios, situada en el expresado paraje de Tzacualpa.»

### Terremoto e inundación de 1541
Juarros describe que la población no pudo prosperar porque a los catorce años de establecida fue arruinada por «un formidable torrente de agua que bajó del Volcán de Agua el 11 de septiembre de 1541;  el torrente trajo consigo grandes rocas que destruyeron una parte de los edificios y maltrataron al resto». Es más, de acuerdo al reporte de la Comisión que evaluó los daños del terremoto de Guatemala de 1773, ese día hubo también un terremoto, el cual habría provocado el deslave desde el Volcán. La ciudad quedó destruida y los sobrevivientes a la deriva, pues la gobernadora Beatriz de la Cueva había muerto en el desastre, que ocurrió poco después de que muriera su esposo, el Adelantado Pedro de Alvarado y ella fuera nombrada gobernadora por el noble Ayuntamiento.  Los pobladores pidieron entonces a Francisco de la Cueva que pusiera a disposición la vara de Adelantado de su difunta hermana y celebró cabildo el 17 y 18 de septiembre, resultando seleccionados el obispo Francisco Marroquín y el propio Francisco de la Cueva como gobernadores interinos.  Los vecinos también quisieron tratar el punto del traslado del poblado a un área alejada del volcán de Agua, pero no pudieron porque la sesión —que se celebraba en la catedral del pueblo— fue interrumpido por varios temblores que hicieron que los presentes huyeran.

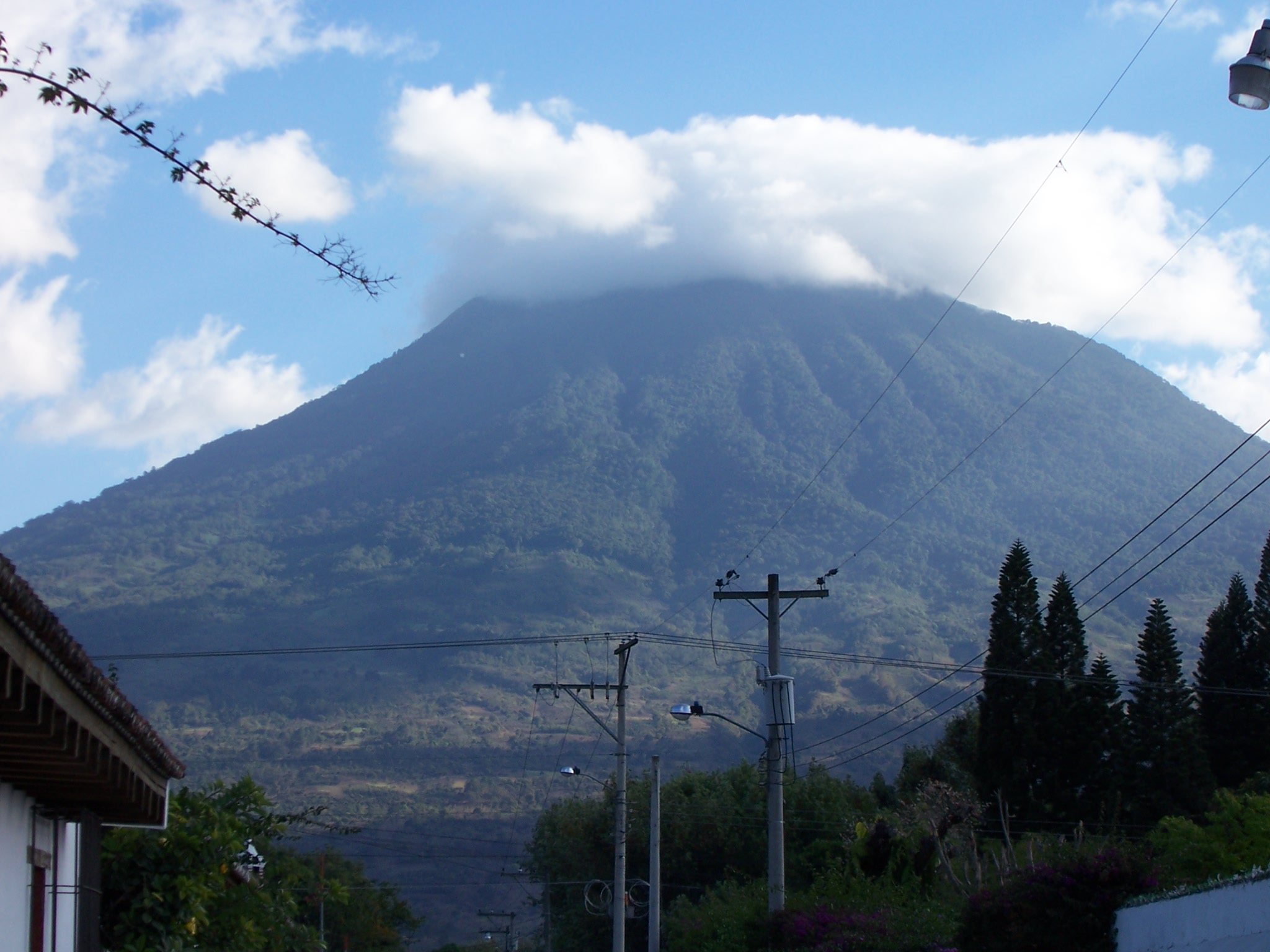
Volcán de Agua tal y como se aprecia desde Ciudad Vieja, en 2007.

El 27 de septiembre se eligió una comisión de dos alcaldes y once ciudadanos para que inspeccionaron el área y recomendaran un nuevo lugar para trasladar allí la ciudad, y a los dos días retornaron y asegurando que el sitio idóneo era el Valle de Tianguecillo, a donde ordenó el cabildo que se mudaran los pobladores.  Pero, antes de que se realizara el traslado, arribó el ingeniero Juan Bautista Antonelli, constructor de ciudades y villas, quien recomendó que la ciudad fuera trasladada al Valle de Panchoy —o Valle del Tuerto—, porque «en él se aparta el peligro de los volcanes, que nunca podrán inundarla, está resguardada del Norte, con los cerros que la rodean; tiene abundancia de aguas, que naciendo muy altas corren por este valle sobre la faz de la tierra, y se pueden encañar y llevar fácilmente a todas partes; que dicho terreno es llano, y por esto cómodo para la formación de las plazas, calles y casas; y tan dilatado, que por mucho aumento que tome la ciudad, tendrá suelo donde extenderse, hasta ocho, o nueve leguas de circunvalación.  [Además], que dicho sitio en todos tiempos está bañado de Sol, y es tan fértil, que todo el año se ve cubierto de hierba, y por esta parte es bueno para apacentar bestias y ganados. [Finalmente], en sus inmediaciones hay gran proporción para fabricar tejas, ladrillo y adobes, que en los cerros que rodean el valle se encuentran canateras a distancia de dos o tres millas; y no lejos se halla la cal y el yeso.»

### Tras la Independencia de Centroamérica
Luego de la Independencia de Centroamérica en 1821, el Estado de Guatemala estableció circuitos y distritos para la impartición de justicia por medio de juicios de jurados en 1825.  Ciudad Vieja fue adjudicado al circuito de la Antigua en el Distrito N.º8 (Sacatepéquez), el cual también incluía a la Antigua Guatemala, San Cristóbal Alto, San Miguel Milpas Altas, Santa Ana, Magdalena, San Juan Cascón, Santa Lucía, Santo Tomás, Embaulada, Santiago, San Mateo, San Lucas, Pastores, Cauque, San Bartolomé, San Felipe, Jocotenango, San Pedro Las Huertas, Alotenango, San Lorenzo, San Antonio, Dueñas, Zamora, Urías, Santa Catalina, San Andrés y San Bartolomé Aguas Calientes, Santa María y San Juan del Obispo.

### Terremoto del 3 de septiembre de 1874
De acuerdo al periódico estadounidense The New York Times, el terremoto de Guatemala del 3 de septiembre de 1874 fue el más devastador de los que se registraron en ese año en todo el mundo. No solamente se destruyó completamente el pueblo de Parramos,
 sino que bandas de forajidos armados con cuchillos y otras armas punzocortantes intentaron asaltar a los damnificados y robarles lo poco que les quedaba; afortunadamente, las bandas fueron capturadas por la policía del gobierno del general Justo Rufino Barrios y ejecutadas sumariamente.
Un testigo relató que el terremoto se sintió como una combinación de una larga serie de movimientos verticales y horizontales que hacían que pareciera que el suelo se movía en forma de olas y que se elevaba hasta un pie de alto por encima de su nivel normal. Otro testigo indicó que el pueblo de San Miguel Dueñas quedó totalmente destruido, y quienes lograron sobrevivir salieron huyendo buscando áreas más seguras.  En total, hubo US$300,000 en pérdidas; los poblados afectados aparte de Antigua Guatemala, Dueñas, Parramos y Patzicía, fueron Jocotenango, San Pedro Sacatepéquez, Ciudad Vieja y Amatitlán.

### Visitas del arqueólogo británico Alfred P. Maudslay
En 1895, Anne Cary Maudslay y su esposo, el arqueólogo Alfred Percival Maudslay visitaron el área de Antigua Guatemala como parte de su viaje a través de los monumentos mayas y coloniales de Guatemala, y para escalar el Volcán de Agua; en su libro A glimpse at Guatemala (español: Un vistazo a Guatemala), explica que el agua del cráter del volcán no pudo haber destruido la vieja ciudad de Santiago: «La causa de esta catástrofe es generalmente atribuida al rompimiento de uno de los bordes de un lago que se habría formado en el cráter del extinto volcán; pero examinando el cráter, se advierte que esta no es una explicación probable, pues se observa que la apertura que tiene está en la dirección opuesta, y por lo tanto el agua que hubiese salido de allí no habría podido afectar al poblado.  Es más, no hay evidencia alguna que muestre que la porción inferior del cráter —que todavía está intacto— haya albergado grandes cantidades de agua.  De hecho, lo más probable es que se haya acumulado agua en esos tormentosos días en una obstrucción temporal de las profundas ranuras que hay en las pendientes de esta gran montaña, y posteriormente, un deslizamiento de tierra hay provocado el daño sin que hubiese ninguna erupción ni ninguna aparación sobrenatural, como las reportadas por los cronistas de la época».

## En la Literatura

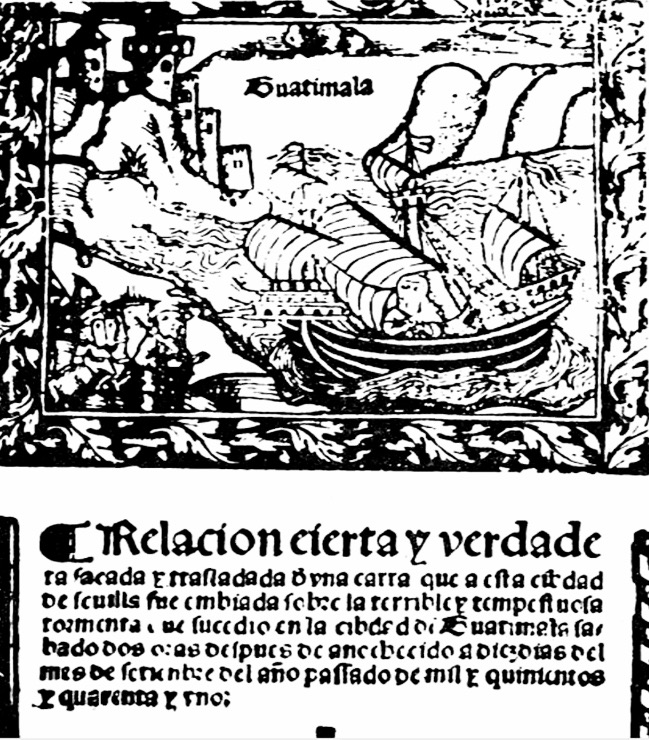
Portada de la crónica de la destrucción de la ciudad de Santiago de los Caballeros el 11 de septiembre de 1541.

El escritor guatemalteco José Milla y Vidaurre escribió la novela La hija del Adelantado en la que describe la vida en la antigua sede de la capital de Santiago en los meses anteriores a la inundación.